# История Нью-Йорка
В данной статье представлена история города Нью-Йорк в одноимённом штате США.
| Город Нью-Йорк Население                                    | Город Нью-Йорк Население |
| ----------------------------------------------------------- | ------------------------ |
| 1790                                                        | 33 131                   |
| 1800                                                        | 60 515                   |
| 1810                                                        | 96 373                   |
| 1820                                                        | 123 706                  |
| 1830                                                        | 202 589                  |
| 1840                                                        | 312 710                  |
| 1850                                                        | 515 547                  |
| 1860                                                        | 813 669                  |
| 1870                                                        | 942 292                  |
| 1880                                                        | 1 206 299                |
| 1890                                                        | 1 515 301                |
| 1900                                                        | 3 437 202                |
| 1910                                                        | 4 766 883                |
| 1920                                                        | 5 620 048                |
| 1930                                                        | 6 930 446                |
| 1940                                                        | 7 454 995                |
| 1950                                                        | 7 891 957                |
| 1960                                                        | 7 781 984                |
| 1970                                                        | 7 894 862                |
| 1980                                                        | 7 071 639                |
| 1990                                                        | 7 322 564                |
| 2000                                                        | 8 008 278                |
| Население города Нью-Йорк с округами до консолидации (1898) |                          |
| 1790                                                        | 49 000                   |
| 1800                                                        | 79 200                   |
| 1830                                                        | 242 300                  |
| 1850                                                        | 696 100                  |
| 1880                                                        | 1 912 000                |

## История города Нью-Йорк (до 1664)
До европейцев на этой территории были поселения коренных жителей, индейцев — племён делаваров и метоаков. Французский мореплаватель итальянского происхождения Джованни да Верраццано, который назвал это место Нувель Ангулем (фр. Nouvelle-Angoulême), доплыл до залива Нью-Йорка в 1524 году, но колония не была основана.
Подлинная история города начинается с голландских поисков быстрого пути в Азию. Генри Гудзон, англичанин на службе Голландской Ост-Индской компании, который искал выход в Тихий океан, в 1609 году вновь достиг залива Нью-Йорка и проплыл на север по реке Гудзон до будущего города Олбани и вдоль Манхэттена. С возвращением в Нидерланды Ост-Индийской компанией были сделаны выводы, что место идеально подходит для строительства первой нидерландской колонии в Америке.
Первое европейское поселение появилось по южной стороне Манхэттена уже в 1613 году. В 1626 году губернатор Новых Нидерландов Петер Минёйт выкупил остров Манхэттен у индейского племени Манахатта, а поселение на самом острове переименовали в Новый Амстердам.
В 1643 году Новый Амстердам под руководством Виллема Кифта (нидерл. Willem Kieft) начал войну против американских индейцев. Во время Павонийской резни (англ. Pavonia Massacre) было убито 80 коренных жителей. 29 января 1645 война Кифта (англ. Kieft's War) закончилась победой колонизаторов.
27 мая 1647 года Питер Стуевесант стал главой Нового Амстердама. Колония получила своё самоуправление в 1652 и сформировалась как город в 1653. В 1664 году англичане завоевывали Новый Амстердам и переименовали его в Нью-Йорк в честь короля Англии Якова II (герцога Йоркского).
В 1673 году Нидерланды вернули город и назвали его Новый Оранж (англ. New Orange).

## Великобритания и Американская революция (1689—1783)
С 1689 по 1691 год произошло восстание под предводительством Джайкопа Лейслера. В 1691 году король Англии послал войска с целью подавить восстание.
Король Великобритании Георг II основал Колумбийский университет на Манхэттене в 1754 году как Королевский Колледж. В 1784 году, после Американской революции, оригинальное название «Королевский Колледж» было изменено на Колумбийский колледж, в патриотичном духе того времени.
Во время Американской войны за независимость (1775—1783) несколько боёв прошло в Нью-Йорке. Крупнейшим было Сражение близ Лонг-Айленда. Великобритания удерживала Нью-Йорк на протяжении почти всей войны. Но 25 ноября 1783 Джордж Вашингтон после войны вернул город.

## Федеральный и ранний американский период (1784—1854)

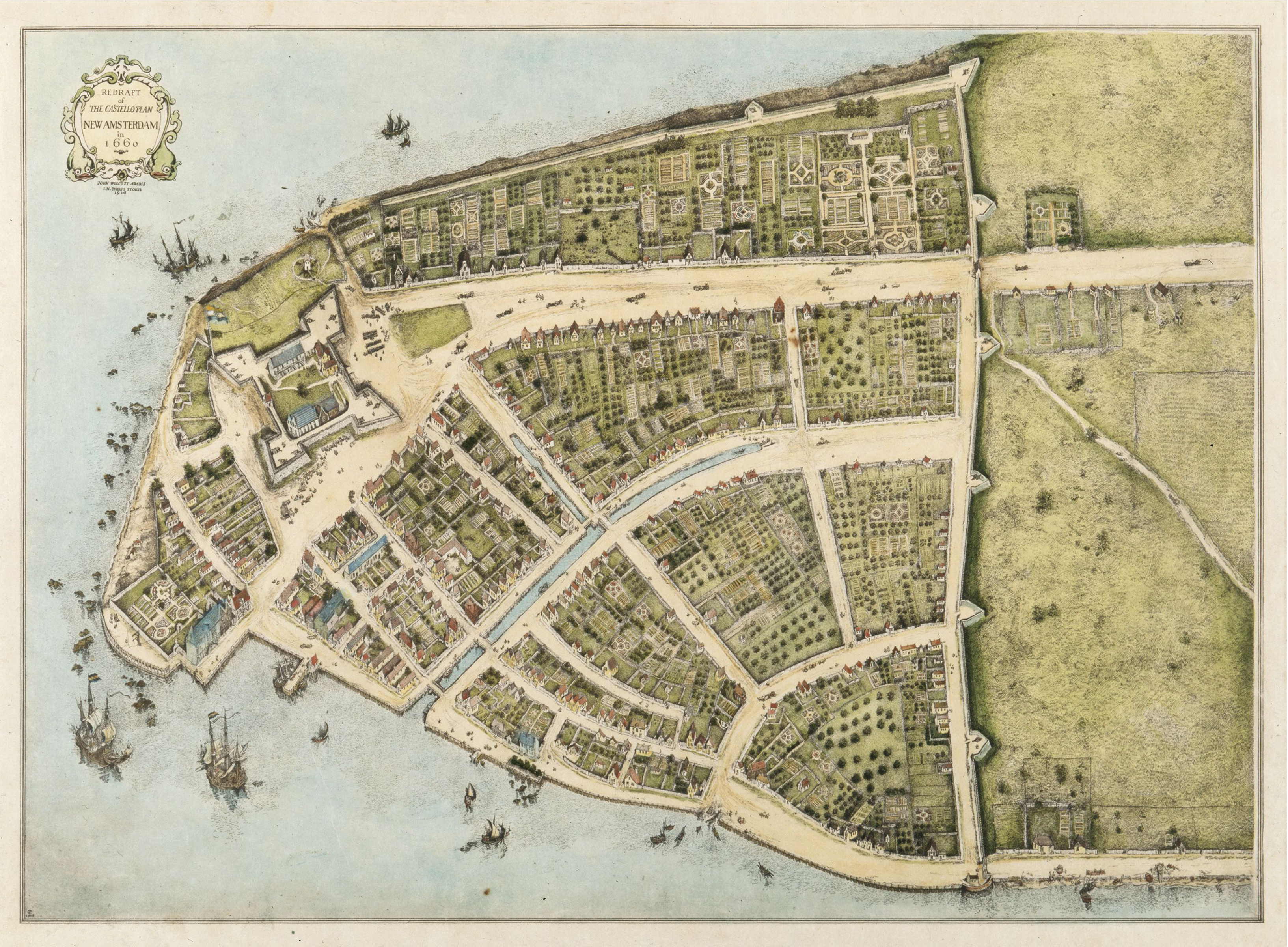
1660 г., Новый Амстердам

Нью-Йорк стал первой столицей США 11 января 1785 года. 30 апреля 1789 года произошла торжественная инаугурация в Федерал Холле на Уолл Стрит первого президента США Джорджа Вашингтона. В 1790 году столица США переехала в Филадельфию.
Нью-Йорк рос как экономический центр благодаря политике Александра Гамильтона (он был первым государственным секретарем казны) и открытию канала Эри в 1825 году.
После Американской войны за независимость несколько тысяч человек перебрались из Новой Англии в Нью-Йорк. В 1820 году население города на 95 % состояло из уроженцев Америки. В 1800—1840 годах сила и финансовое могущество Нью-Йорка росли.
Иммиграция из Ирландии 1840—1850 годов началась по экономическим причинам. Великий голод в Ирландии заставил миллионы людей переехать в Нью-Йорк.